# Distretto di Avellino
Il distretto di Avellino fu una delle suddivisioni amministrative del Regno delle Due Sicilie, subordinate alla provincia di Principato Ultra, soppressa nel 1860.

## Istituzione e soppressione
Fu costituito nel con la legge 132 del 1806 Sulla divisione ed amministrazione delle province del Regno, varata l'8 agosto di quell'anno da Giuseppe Bonaparte. Con l'occupazione garibaldina e l'annessione al Regno di Sardegna del 1860, l'ente fu soppresso.

## Suddivisione in circondari
Il distretto era suddiviso in successivi livelli amministrativi gerarchicamente dipendenti dal precedente. Al livello immediatamente successivo, infatti, individuiamo i circondari, che, a loro volta, erano costituiti dai comuni, l'unità di base della struttura politico-amministrativa dello Stato moderno. A questi ultimi potevano far capo i villaggi, centri a carattere prevalentemente rurale. Al momento della sua creazione i circondari del distretto di Avellino ammontavano a quattordici ed erano i seguenti:
1. Circondario di Avellino:
  - Avellino
  - Bellizzi Irpino (attualmente frazione di Avellino)
2. Circondario di Mercogliano:
  - Mercogliano
  - Summonte
  - Sant'Angelo a Scala
  - Ospedaletto d'Alpinolo
  - Pietrastornina
  - Capriglia Irpina
3. Circondario di Atripalda:
  - Atripalda
  - Santo Stefano del Sole
  - Montefredane
  - Cesinali
  - Tavernola San Felice (attualmente frazione di Ajello del Sabato)
4. Circondario di Monteforte:
  - Monteforte Irpino
  - Forino
  - Contrada
5. Circondario di Solofra:
  - Solofra
  - Ajello del Sabato
  - Sant'Agata Irpina (attualmente frazione di Solofra)
6. Circondario di Serino:
  - Serino
  - San Michele di Serino
  - Santa Lucia di Serino
7. Circondario di Chiusano:
  - Chiusano
  - Parolise
  - Sorbo Serpico*
  - Candida
  - San Barbato (attualmente frazione di Manocalzati)
  - San Potito Ultra
  - Manocalzati
  - Salza Irpina*
8. Circondario di Montemiletto:
  - Montemiletto
  - Montefalcione
  - Montaperto (attualmente frazione di Montemiletto)
  - Pratola (attualmente parte del comune di Pratola Serra)
  - Serra (attualmente parte del comune di Pratola Serra)
  - Torre Le Nocelle
9. Circondario di Montefusco:
  - Montefusco
  - Santa Paolina
  - Petruro Irpino
  - Pietradefusi
  - San Nazzaro
  - Calvi
  - Tufo
  - Prata
  - Chianche
  - Chianchetelle (attualmente frazione di Chianche)
  - Torrioni
  - Sant'Angelo a Cancelli (attualmente frazione di Pietradefusi)
  - San Pietro Irpino (attualmente frazione di Chianche)
10. Circondario di Montesarchio:
  - Montesarchio
  - Bonea
  - Apollosa
  - Varoni (attualmente frazione di Montesarchio)
  - Pannarano
11. Circondario di Vitulano Stato:
  - Santa Maria Maggiore (attualmente parte del comune di Vitulano)
  - Cacciano Fornillo (attualmente frazione di Cautano)
  - Campoli del Monte Taburno
  - Cautano
  - Santa Croce (attualmente parte del comune di Vitulano)
  - Foglianise
  - Tocco Caudio
  - Torrecuso
  - Paupisi
  - Castelpoto
12. Circondario di Altavilla:
  - Altavilla
  - Ceppaloni
  - Terranova Fossaceca (attualmente frazione di Arpaise)
  - Roccabascerana
  - Grottolella
13. Circondario di San Giorgio la Montagna:
  - San Giorgio la Montagna
  - San Martino Sannita
  - Pagliara (attualmente frazione di San Nicola Manfredi)
  - Monterocchetta (attualmente frazione di San Nicola Manfredi)
  - Terranova (attualmente frazione di San Martino Sannita)
  - Sant'Agnese (attualmente frazione di San Giorgio del Sannio)
  - Ginestra la Montagna (attualmente frazione di San Giorgio del Sannio)
  - Mancusi (attualmente frazione di San Martino Sannita)
  - San Nicola Manfredi
  - Santa Maria Ingrisone (attualmente frazione di San Nicola Manfredi)
  - Santa Maria a Toro (attualmente frazione di San Nicola Manfredi)
  - Toccanisi (attualmente frazione di San Nicola Manfredi)
  - Cucciano (attualmente frazione di San Martino Sannita)
  - Lentace (attualmente frazione di San Martino Sannita)
14. Circondario di Cervinara:
  - Cervinara
  - San Martino Valle Caudina
  - Rotondi

*I circondari furono in seguito portati a quindici con la creazione del Circondario di Volturara (Volturara Irpina, Salza Irpina, Sorbo Serpico), comune in origine appartenente al Distretto di Sant'Angelo de' Lombardi.